# Dhofar
Dhofar (arabiska: ظفار, Zufar) är en av elva provinser i Oman, med en yta på 99 300 km² och 261 800 invånare (2010). Huvudort är Salala. Dhofar ligger längst i söder i Oman och gränsar till Jemen i väster  och Saudiarabien i norr. I söder har Dhofar en kust mot Arabiska havet (Indiska oceanen).

## Historia
Från slutet av 1100-talet styrdes områden som en vasallstat till Oman.
Invånarna i Dhofar känner historiskt sett ett större släktskap med jemenitiska stammar än med omanierna. Tillsammans med sultan Said bin Taimurs utvecklingsfientlighet, ledde detta till uppror som stöddes av Jemen på 1960-talet. Upproret slogs ned 1975.

## Geografi
Dhofar består i norr av öken med steniga slätter och närmare gränsen mot Saudiarabien av en sandöken, Rub al-Khali. Mellan öknen i norr och kusten i söder mot Arabiska havet ligger Qarabergen med en höjd mellan 900 och 1200 meter och söder därom breder den bördiga kustslätten Juraib ut sig längs en kuststräcka mot Indiska oceanen på drygt sex mil. Hit kommer sommarmonsunen vilket gör området till Omans bördigaste med goda betesmarker i bergen. Vädret gynnar också ett rikt fågelliv.

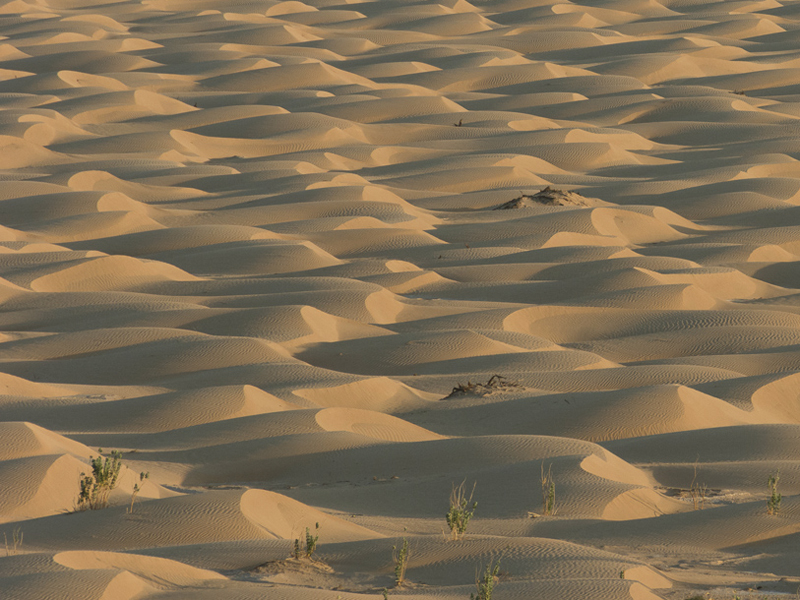
Rub al-Khali
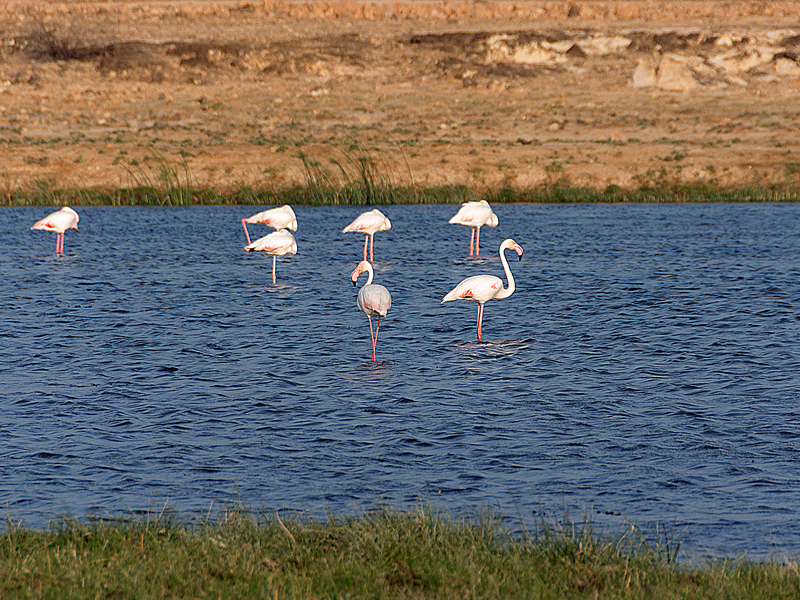
Flamingor vid Khor Rori
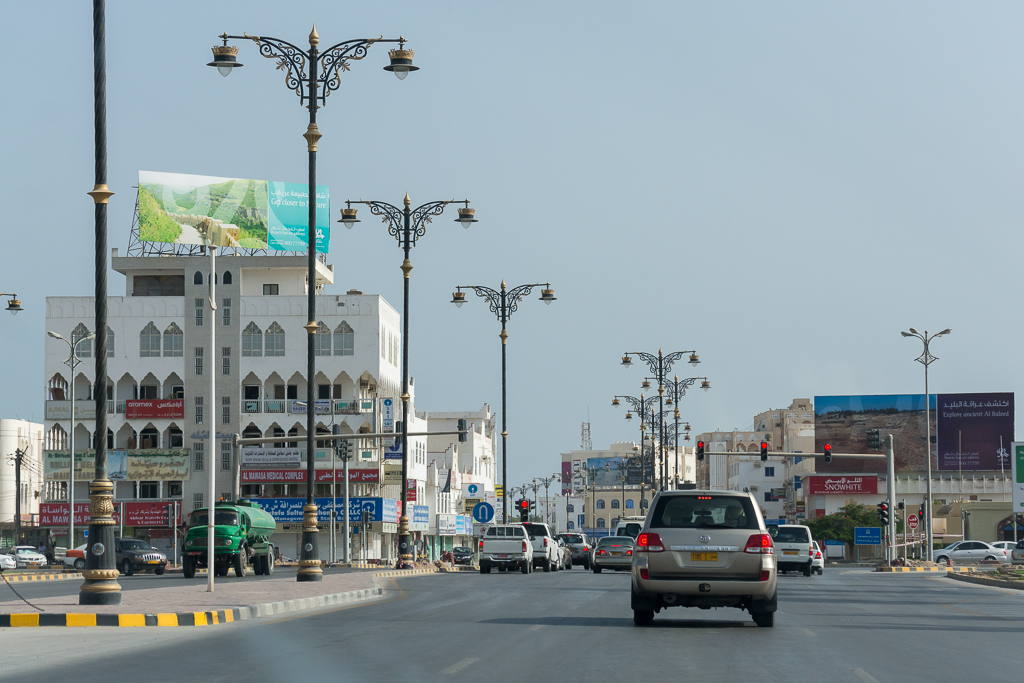
Staden Salala

Omans näst största stad, Salala, ligger på kustslätten Juraib, längst en lång sandstrand. Den tidigare sultanen av Oman hade Salala som residens. Övriga städer längs kusten är Mirbat, Taqa, Raysut och Rakhyut. Från Salala går en väg mot Thamril i norra Dhofar, vägen fortsätter mot huvudstaden Muskat. 

## Befolkning
Längs kusten dominerar araber medan invånarna i bergen kallas jibali, bergsfolk, och tillhör en annan folkgrupp som man tror har samma härstamning som Jemens bergsfolk.
I Dhofar talas arabiska samt de semitiska sydarabiska språken mehri och shehri.

## Ekonomi
Dhofar utgör ett både nutida och historiskt centrum för odling av olibanum (rökelse) och dessutom odlas kokosnötter, bananer och grönsaker. I övrigt hålls kor, främst för mjölkproduktion. I nordöst finns oljekällor.

## Sevärdheter
- Khor Rori (Sumhuram) - forntida hamn och fort som är del av världsarvet Olibanumlandet. Hamnen och fortet var ett nav för handeln med rökelse från 300-talet f.Kr. till 400-talet e.Kr.[4]
- Wadi Darbat - under hösten efter monsunen bildar strömmande vatten vattenfall. Wadin mynnar ut i Khor Rori.[5]
- al-Balid - forntida stad, fort och hamn som är del av världsarvet Olibanumlandet. Hamnen var en del av "sidenvägen till havs" med bland annat fynd från Ming-dynastin i Kina. Staden var en aktiv handelsstad från 700-talet e.Kr.  men förstördes delvis på 1200-talet. Mot slutet av 1400-talet förändrades handelsrutterna radikalt av portugiserna vilket ledde till att al-Balid förlorade sin betydelse.[4] Upptäcktsresanden Ibn Battuta som besökte platsen på 1300-talet, har beskrivit al-Balid i sin reseskildring.[6] På platsen finns ett museum - "Land of Frankincense Museum".[7]
- Shisr - oas i öknen 180 km norr om Salala som är del av världsarvet Olibanumlandet.[4] Shisr försåg karavanerna, som förde rökelsen till hamnarna, med vatten. En teori är att Shisr är platsen för "den försvunna staden Ubar". Forskningsresanden Bertram Thomas hörde på 1930-talet beduinerna tala om "vägen till Ubar" som skulle ligga begravt i sanden. På 1980-talet användes rymdfärjan för att söka efter spår efter den försvunna staden. 1990 skickade en expedition ut för att följa leden och i närheten av oasen Shisr hittades resterna av en befästning i sanden.[8] Ruinerna är  från cirka 1000 f.Kr. Befästningen, som var en handelsplats för rökelse, var byggd ovanpå en kalkstensgrotta som sedermera kollapsade.[9]
- Rub al-Khali - den största sandöknen i världen.[10]
- Wadi Dawkah -  växtplats för rökelseträdet boswellia sacra där rökelse fortfarande skördas. Del av världsarvet Olibanumlandet.[4]
- Taqafortet - till en början ett privat kustfort byggt på 1800-talet som kom i statens ägo under sultan Taimur bin Faysals regering i början av 1900-talet. Fram till 1984 användes fortet som officiellt residens och administrativt centrum för det lokala styret, då det istället blev ett museum.[6]

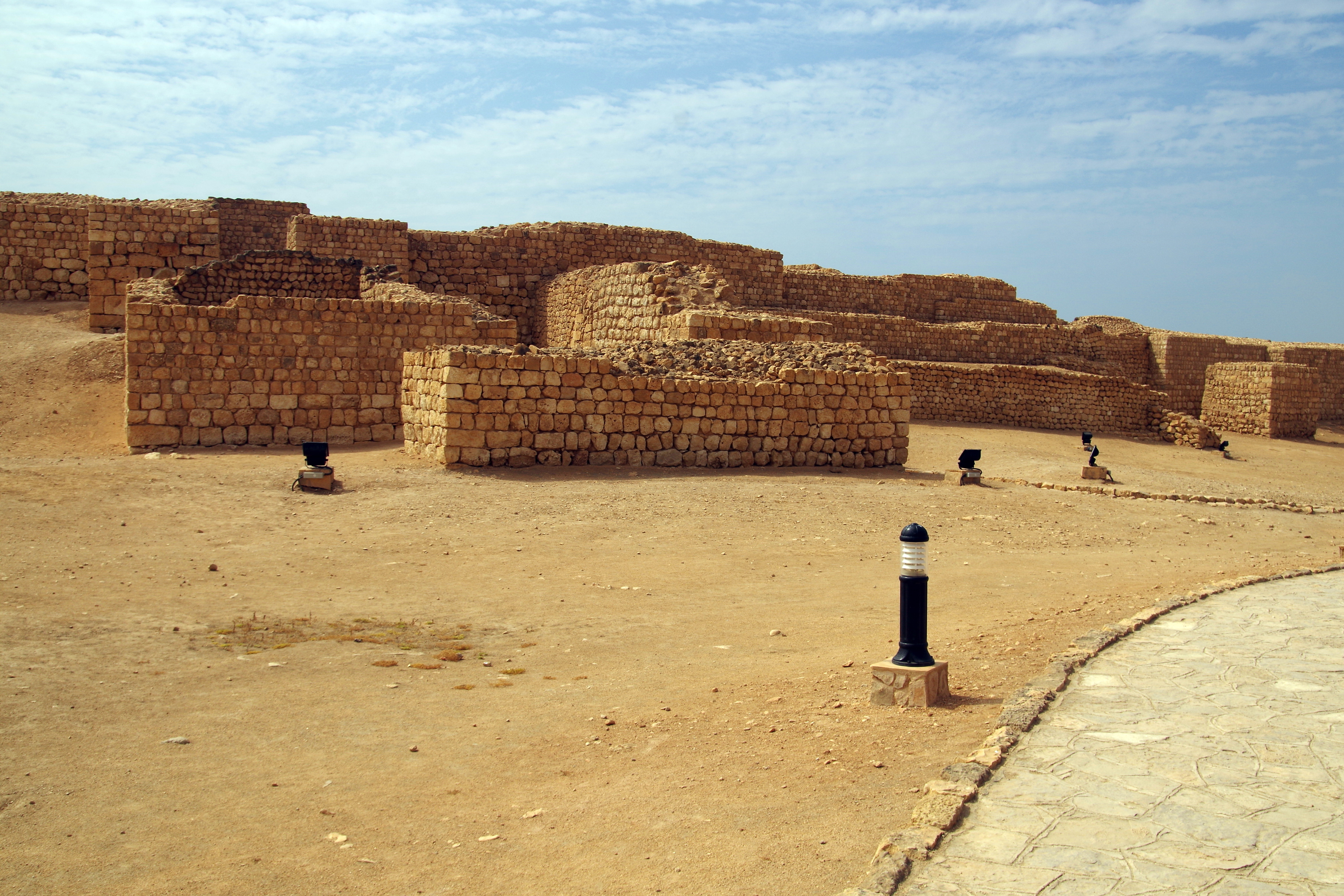
Ruinerna vid Khor Rori
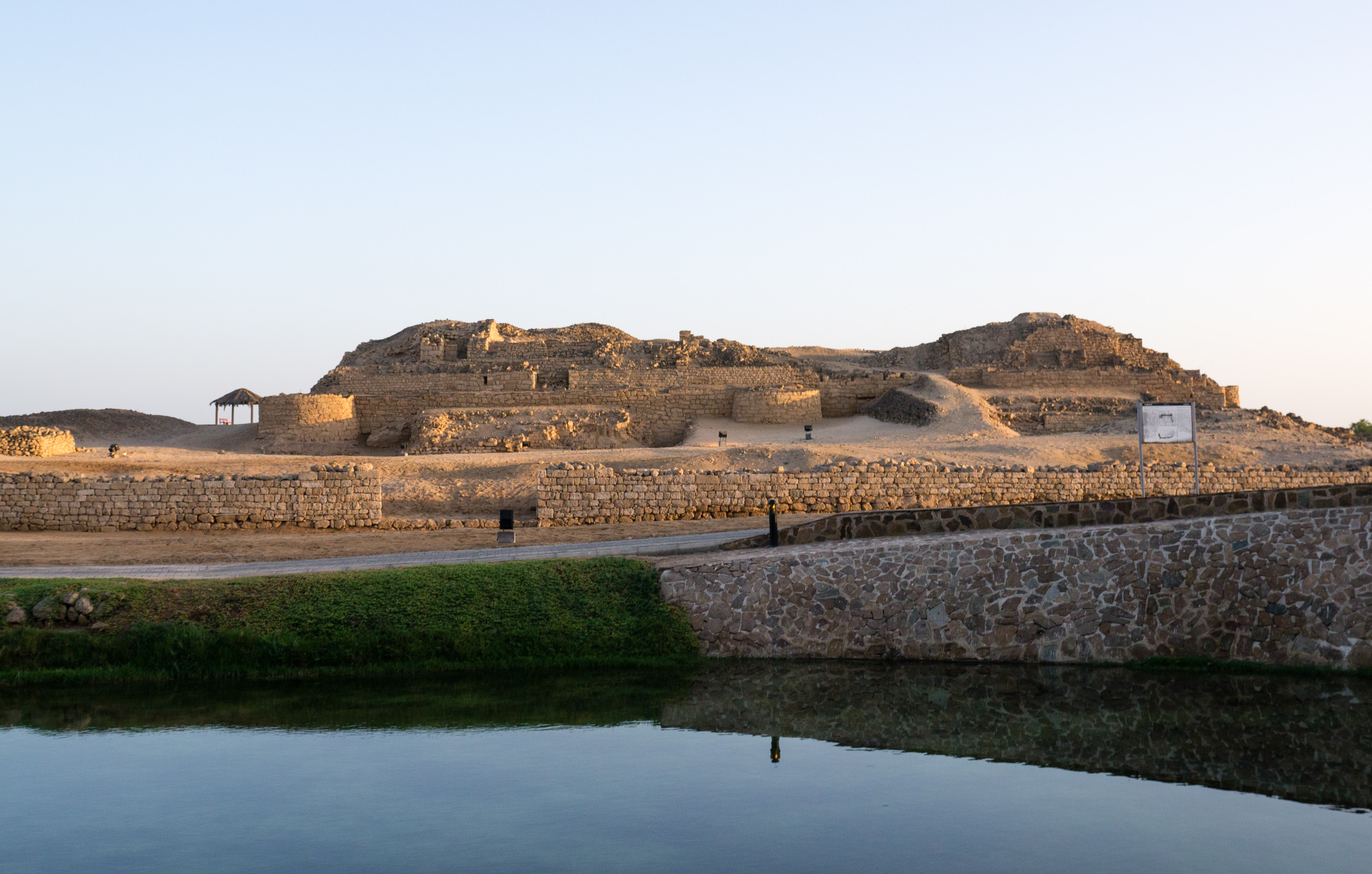
Ruinerna vid al-Balid
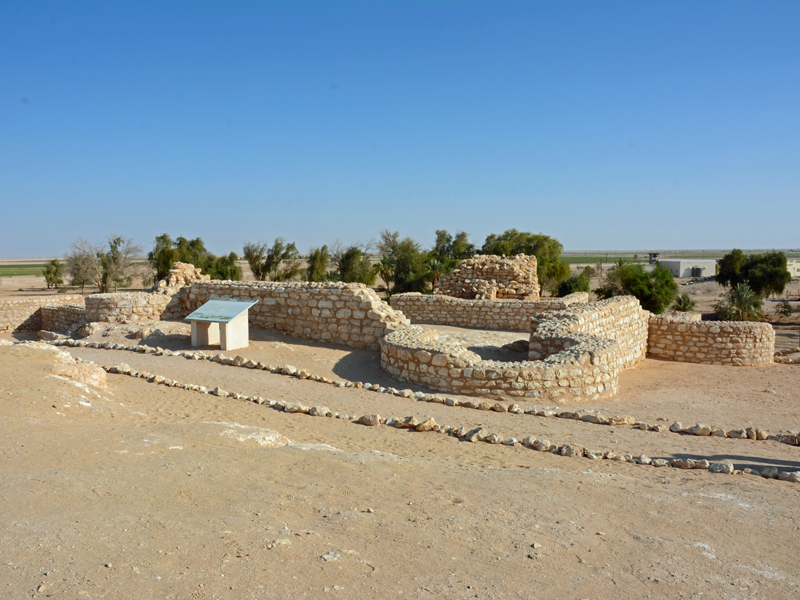
Ruinerna i Shisr
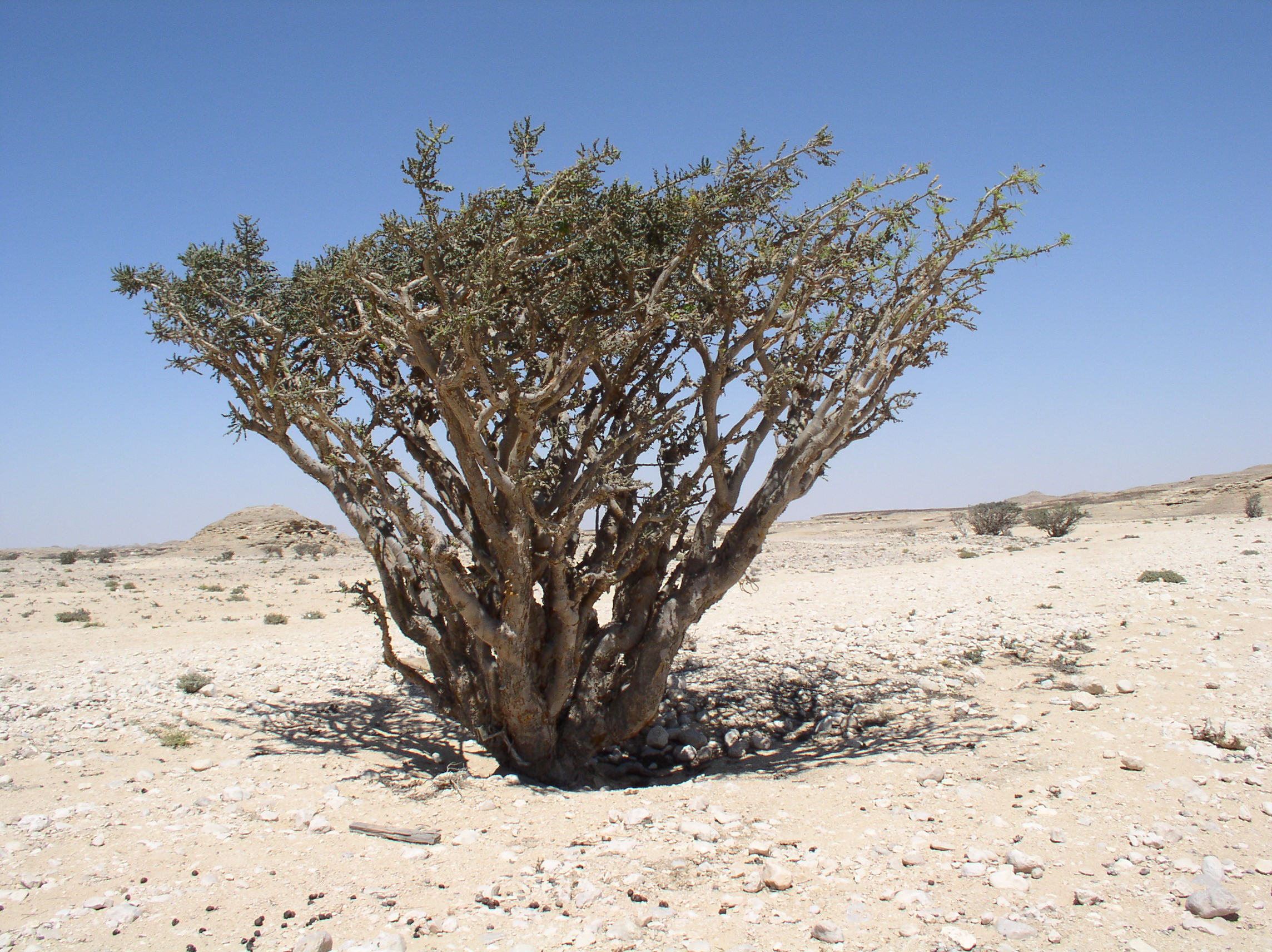
Rökelseträd i Wadi Dakwa
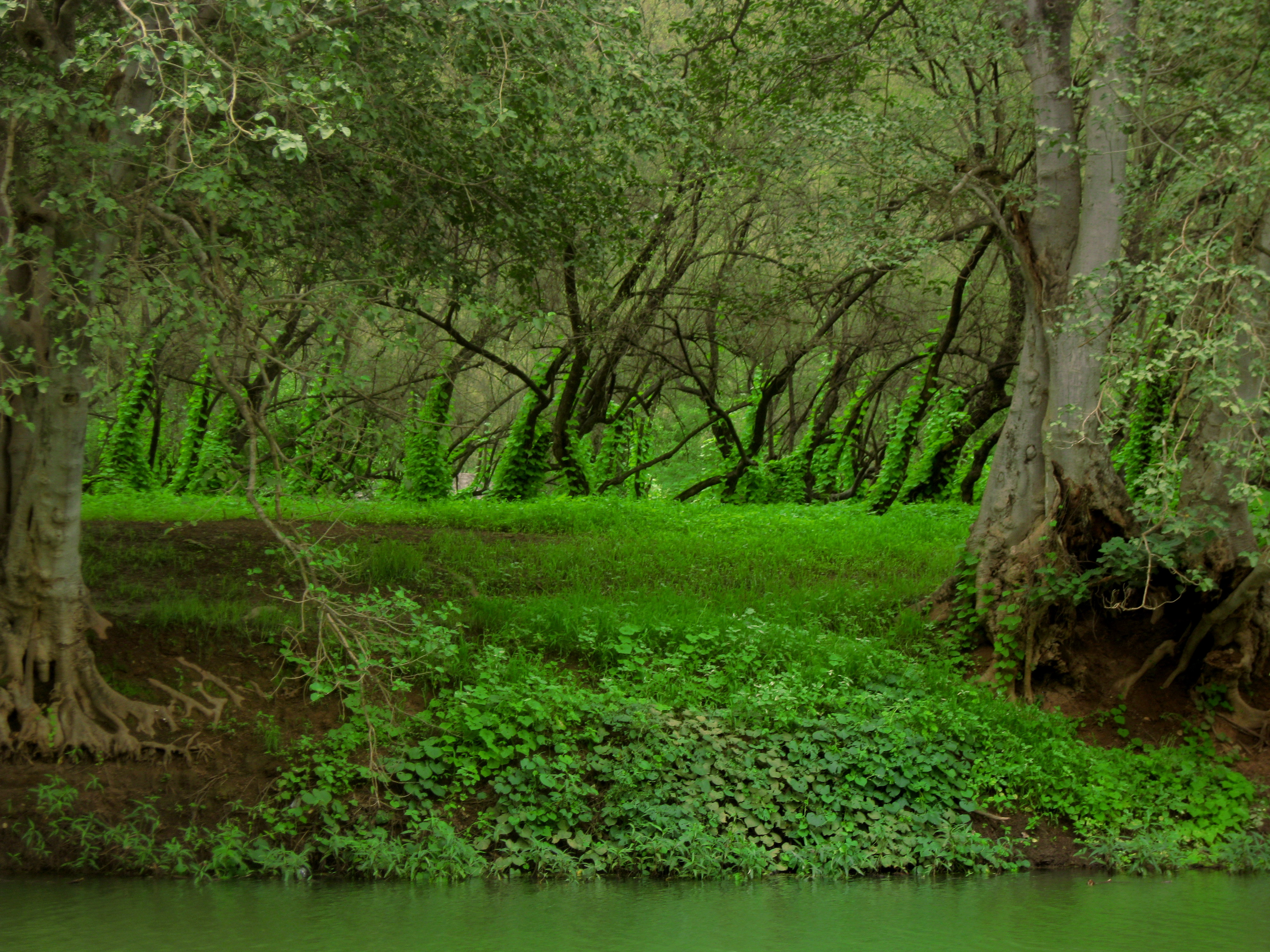
Wadi Darbat under monsunen
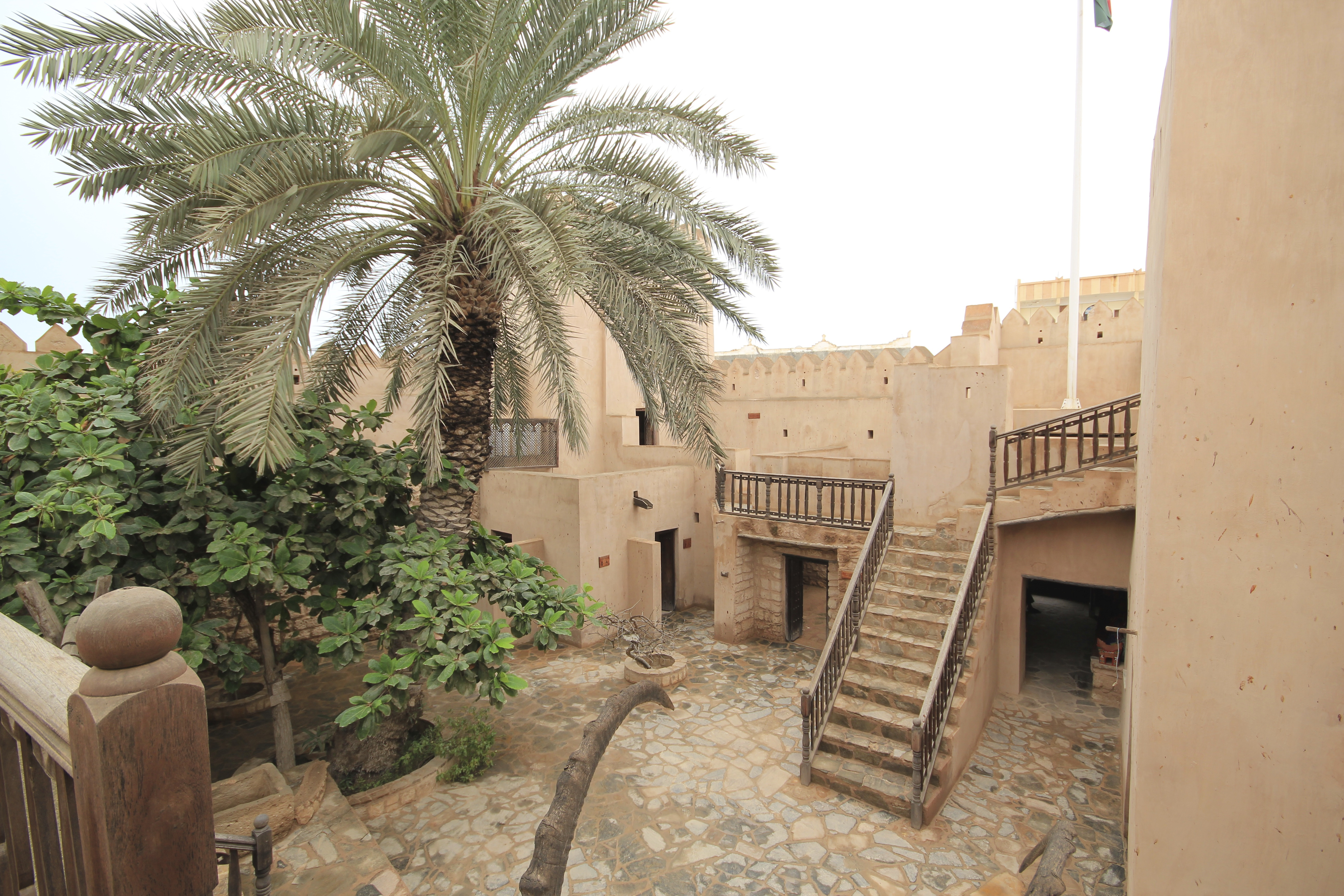
Taqafortets innergård